# Diecezja kaposvárska
Diecezja kaposvárska (łac.: Dioecesis Kaposvarensis, węg.: Kaposvári Egyházmegye) – katolicka diecezja węgierska położona w południowo-zachodniej części kraju. Siedziba biskupa znajduje się w katedrze Wniebowzięcia NMP w Kaposvár.

## Historia
Biskupstwo w Kaposvár zostało założone 31 maja 1993 przez papieża Jana Pawła II na mocy bulli Hungarorum gens z wyłączenia blisko 100 parafii z zachodniej części diecezji veszprémskiej, która równocześnie została podniesiona do rangi archidiecezji, a jej sufraganią została nowo utworzona diecezja.

## Biskupi

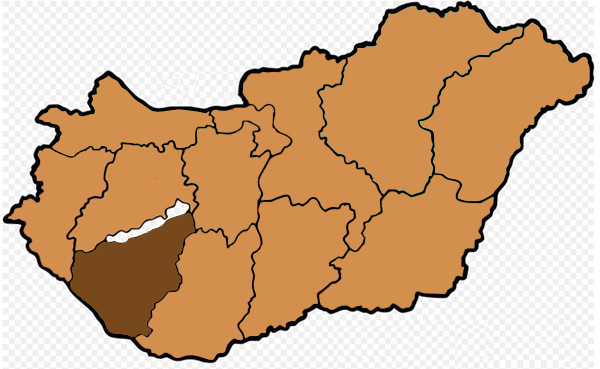
Diecezja kaposvárska

- Béla Balás (1993-2017)
- László Varga (od 2017)